# Idotea pelagica
Idotea pelagica là một loài chân đều trong họ Idoteidae. Loài này được Leach miêu tả khoa học năm 1815.